# Fjärrhandel
Fjärrhandel uppkom under medeltiden.[källa behövs] Handelsmän började köpa och sälja varor till andra länder och det blev en stor internationell handel. Från södra och mellersta Europa kunde man bland annat köpa salt, vin och tyger. Från norra Europa kunde man få sill, smör och timmer.
Det förekom ofta att dessa varor såldes på stora marknader under bestämda datum på året. De största fanns i Champagne, norra Frankrike.